# Metropolitní policie
Metropolitní policejní služba (MPS), známá také jako Metropolitní policie, je policejní síla formálně nazvaná Metropolitní policejní síly působící ve Velkém Londýně, s výjimkou části známé City, ve které působí City of London Police.
Metropolitní policie byla založena 29. září 1829.
MPS má významné národní povinnosti, jako je organizace a vedení boje proti terorismu v celé zemi, chránění členů britské královské rodiny, členy kabinetu a další ministerské členy vlády Spojeného království.

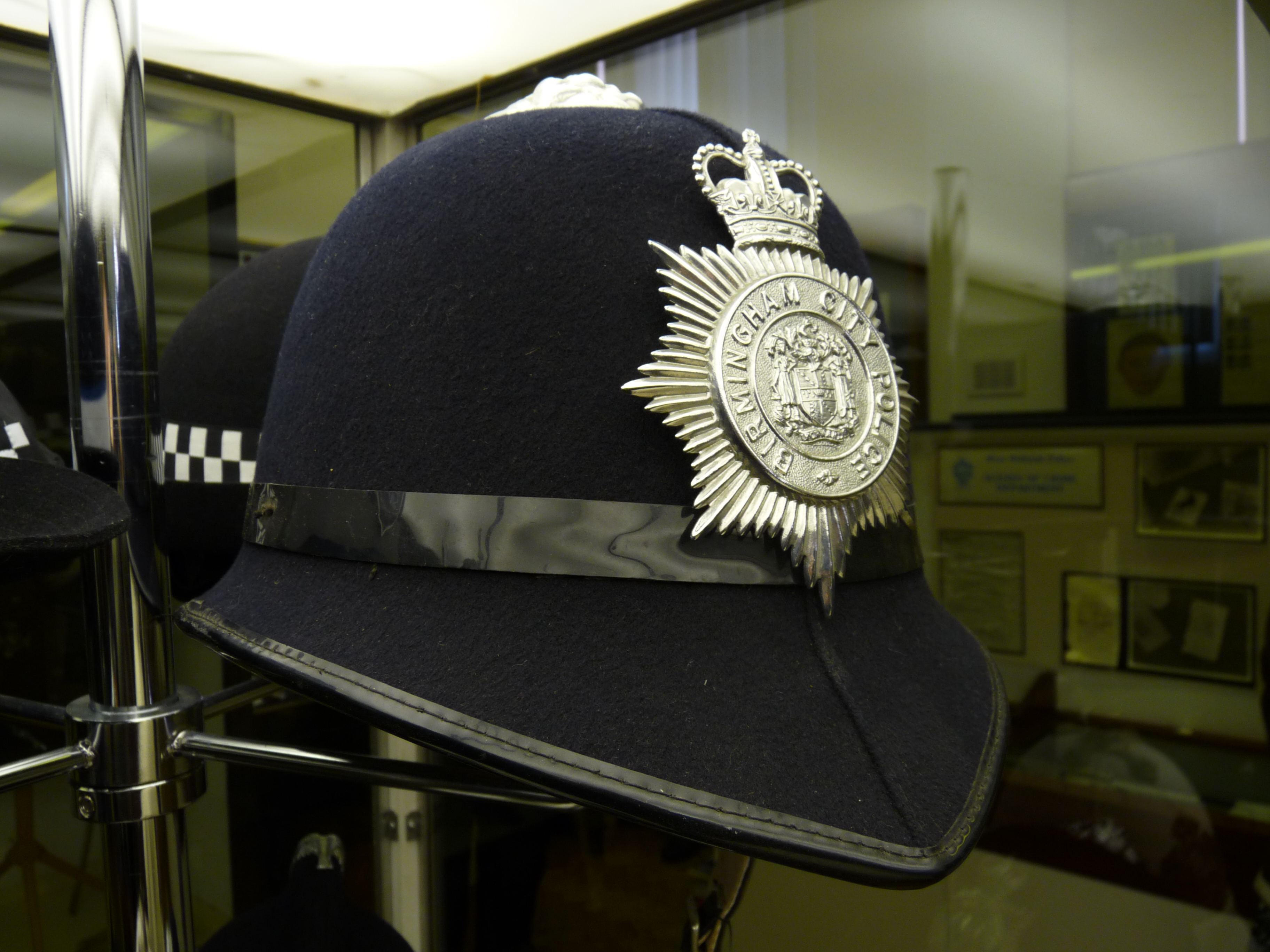
Takto vypadá helma strážníků.

V březnu 2016 MPS zaměstnávala 43 272 lidí na plný úvazek. Toto číslo nezahrnuje 3 271 speciálních konstáblů, kteří nepracují na celý úvazek a kteří mají stejné uniformy a pravomoci, jako jejich kolegové. Toto činí metropolitní policii největší policejní silou ve Spojeném království a jednou z největších policejních sil na světě.

## Hodnosti
Metropolitní policjení služba má 11 hodností. Jsou to tyto: Police constable, Sergeant, Inspector, Chief Inspector, Superintendent, Chief Superintendent, Commander, Deputy Assistant Commissioner, Assistant Commissioner, Deputy Commissioner a Commissioner.
| Policejní konstábl | Seržant | Inspektor | Šéf Inspektor | Vedoucí | Šéf Vedoucí | Velitel | Asistento – Náměstek Komisař | Asistent Komisař | Náměstek Komisař | Komisař |
|                    |         |           |               |         |             |         |                              |                  |                  |         |